# Leptoneta microphthalma
Leptoneta microphthalma là một loài nhện trong họ Leptonetidae.
Loài này thuộc chi Leptoneta. Leptoneta microphthalma được Eugène Simon miêu tả năm 1872.